# Högskär, Hangö
Högskär är en ö i Finland. Den ligger i Finska viken, Skärgårdshavet eller Norra Östersjön och i kommunen Hangö i den ekonomiska regionen  Raseborg i landskapet Nyland, i den sydvästra delen av landet. Ön ligger omkring 120 kilometer väster om Helsingfors.
Öns area är 4,1 hektar och dess största längd är 290 meter i sydöst-nordvästlig riktning. Ön höjer sig omkring 15 meter över havsytan.